# Nagel-Séez-Mesnil
Nagel-Séez-Mesnil település Franciaországban, Eure megyében. Lakosainak száma 334 fő (2022. január 1.). Nagel-Séez-Mesnil Beaubray, Marbois, Conches-en-Ouche, Nogent-le-Sec és Le Val-Doré községekkel határos.

## Népesség
A település népességének változása:
| Lakosok száma | 246  | 293  | 326  | 330  | 326  | 327  | 327  | 326  | 329  | 334  |
|               | 1968 | 1982 | 1990 | 2006 | 2013 | 2015 | 2017 | 2019 | 2020 | 2022 |